# FIFA Presidential Award
Il FIFA Presidential Award fu un riconoscimento assegnato dalla FIFA a individui o enti che abbiano contribuito in maniera significativa allo sviluppo del calcio nel mondo. Istituito nel 2001 per volere del presidente Joseph Blatter, venne conferito annualmente al vincitore in occasione del FIFA Ballon d'Or Gala fino al 2014; il premio non venne più assegnato quando Blatter nel 2015 si dimise da presidente della FIFA.

## Vincitori
| Anno | Vincitore                        |
| ---- | -------------------------------- |
| 2001 | Marvin Lee                       |
| 2002 | Parminder Nagra                  |
| 2003 | Federazione calcistica dell'Iraq |
| 2004 | Haiti                            |
| 2005 | Anders Frisk                     |
| 2006 | Giacinto Facchetti               |
| 2007 | Pelé                             |
| 2008 | Calcio femminile                 |
| 2009 | Rania di Giordania               |
| 2010 | Desmond Tutu                     |
| 2011 | Alex Ferguson                    |
| 2012 | Franz Beckenbauer                |
| 2013 | Jacques Rogge                    |
| 2014 | Hiroshi Kagawa                   |